# Gebirgsklima

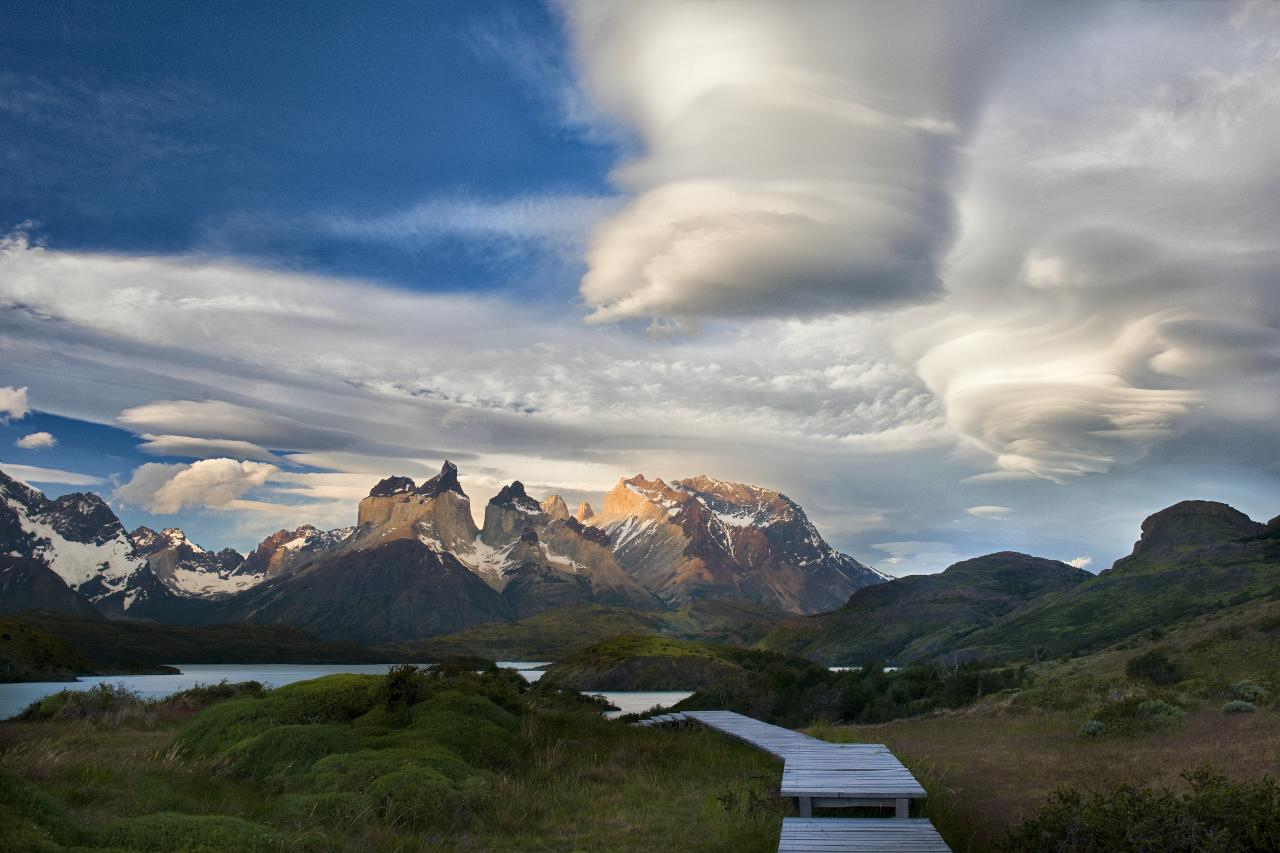
Gebirgsklimata verursachen häufig ungewöhnliche Wolkenformationen (Cordillera del Paine, Chile)

Gebirgsklima (auch Höhenklima, jedoch uneinheitlich verwendet) ist ein Oberbegriff für Klimate, die sich aufgrund der Höhe über dem Meeresspiegel sowie des wetterbeeinflussenden Reliefs eines Gebirges (insbesondere Hochgebirges) vom Klima der umgebenden Ebenen bzw. niedriger gelegenen Gebieten unterscheiden.
Es entsteht durch die nach oben zunehmend stärkere Globalstrahlung gegenüber einer abnehmenden Strahlungsbilanz – verbunden mit einer allgemeinen Abnahme des Luftdrucks, der Temperaturen und des Wasserdampfgehaltes der Luft – mit großen lokalen Gegensätzen bei den Temperaturen (Tag und Nacht, Berg und Tal, Sonnen- und Schattenhänge), den Niederschlagsereignissen (Starkregen, Steigungsregen, Schneefall) und Windverhältnissen (Fallwinde, Berg- und Talwind-Zirkulation).
Die globale Erwärmung hat einen direkten Einfluss auf die Gebirgsklimate der Erde: Die Vegetations-Höhenstufen verschieben sich nach oben, sodass vor allem die Lebewesen des alpinen und nivalen Lebensraumes gefährdet sind. Da sich in großen Höhen aufgrund der Abgeschiedenheit grundsätzlich viele endemische Lebewesen entwickelt haben (äquatorwärts zunehmend), ist dort mit unwiederbringlichen Artenverlusten zu rechnen.

## Allgemeine Grundlagen

### Temperaturen

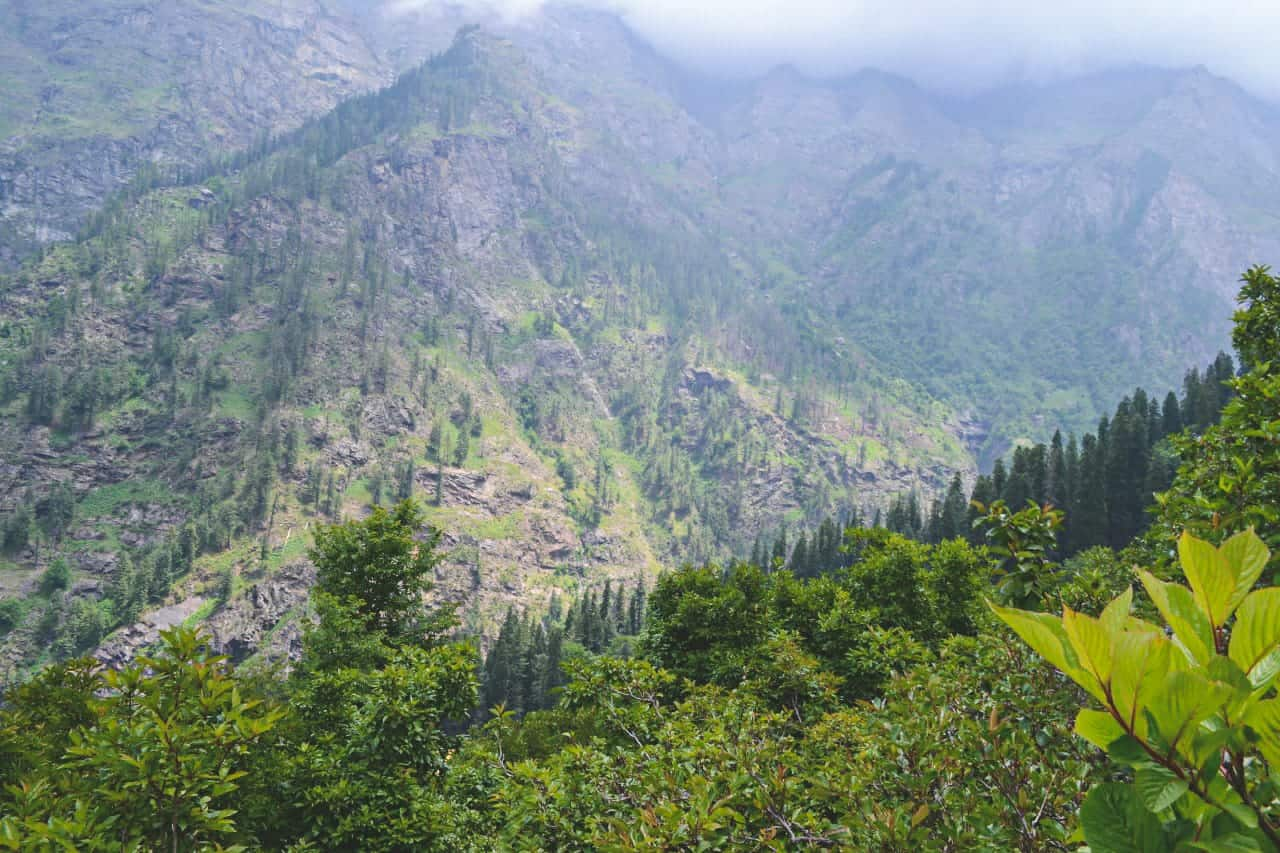
Zwischen Wald- und Baumgrenze im indischen Himalaya (Pin Parbati La): Der limitierende Faktor für das Wachstum von Bäumen ist die Dauer der Vegetationsperiode und die Lufttemperatur

Das Zusammenspiel von höhenwärts zunehmender Wärmeausstrahlung im Rahmen der Strahlungsbilanz, abnehmendem Luft- beziehungsweise Partialdruck des Luftsauerstoffs und entsprechend negativem Temperaturgradienten in der untersten Atmosphärenschicht führt grundsätzlich mit zunehmender Höhe zu abnehmenden Lufttemperaturen von etwa 0,4 bis 0,7 °C pro 100 Meter. Die dabei sinkende Wasserhaltefähigkeit der Luft bewirkt in der Regel eine Abnahme des Wasserdampfgehaltes und damit der Luftfeuchtigkeit (sofern die Hänge nicht in der Wolkenkondensationszone liegen).
Isolierte Berggipfel (etwa Vulkane oder Inselberge bei gleicher Höhe und Klimazone) sind immer kühler als Bergmassive oder Hochplateaus, ebenso wie der Randbereich großer Gebirge kühler ist als das Innere (Beispiel: Die Schneegrenze liegt in den Zentralalpen 500 bis 700 m höher als am nördlichen Alpenrand).
Bei dieser Regel (Massenerhebungseffekt) ist zu beachten, dass die Temperatur in einem Gebirge im Allgemeinen höher ist als bei gleicher Höhe in der Luft über einer Tiefebene, da Hochländer (Massenerhebungen) sich stärker erwärmen als eine Ebene (vor allem ohne Schnee, siehe Albedo-Rückstrahlung).
Die durchschnittliche Lufttemperatur ist für das Wachstum von Bäumen ein limitierender Faktor: An der Baumgrenze liegt die mittlere Temperatur während der mindestens dreimonatigen Vegetationsperiode weltweit nicht unter 6 °C.  Der Jahresgang der Bodentemperaturen ist vor allem ein entscheidender Faktor für die Entstehung von Permafrostböden. Er ist jedoch nicht nur vom klimatischen Faktoren (Sonneneinstrahlung und Dauer der winterlichen Schneedecke) abhängig, sondern ebenso von der vorherrschenden Pflanzendecke (etwa der „Selbstverschattung“ von Bäumen mit Absenkung der Bodentemperatur in der Krummholzzone). Dabei sind die täglichen Temperaturschwankungen im Bergwald wesentlich geringer als im alpinen Offenland.

### Niederschläge

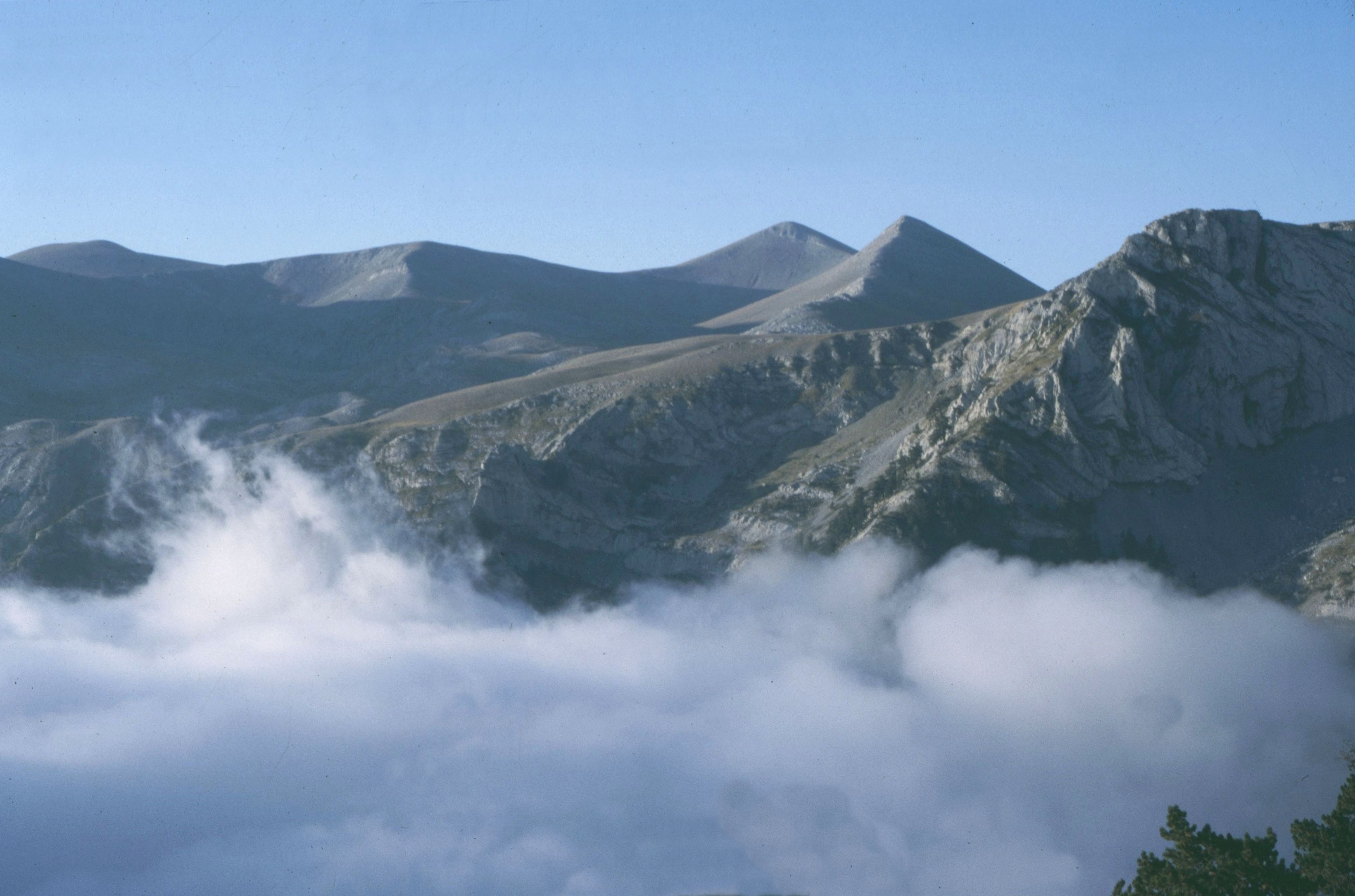
Wolkendecke auf einem Kaltluftsee unterhalb des Olymp (Griechenland)

Abhängig vom atmosphärischen Feuchtigkeitstransport der Klimazone, in der ein Gebirge liegt, von der Ausrichtung zur Hauptwindrichtung, seiner Ausdehnung, Höhe und Topographie ist in den meisten Fällen vom Fuß zur Gipfelregion eine Zunahme der Niederschläge feststellbar (Steigungsregen): In Mitteleuropa sind das etwa 50 bis 120 mm auf 100 Höhenmeter – mehr in der Staulagen (Luv), weniger in windabgewandten Lagen (Lee). Gegenüber der Temperaturabnahme sind die regionalen Unterschiede und Ausnahmen bei der Niederschlagsverteilung allerdings erheblich größer. Allgemein sind Starkregenereignisse und andere Wetterextreme in Gebirgsregionen häufiger und intensiver als im Tiefland.
Eine weitere wichtige Komponente für den Wasserhaushalt eines Gebirges hat die Mächtigkeit und Dauer einer Schneedecke, sowie die Bildung von Tau und Nebel.
Das Phänomen der Inversionswetterlage mit Kaltluftseen als Folge von Tälerverschattungen und kalten Fallwinden, auf denen sich eine geschlossene Nebel- beziehungsweise tiefliegende Wolkendecke bildet, tritt in nahezu allen Gebirgen der Erde auf und ist im Winter gemäßigter Gebirge besonders häufig.

### Winde

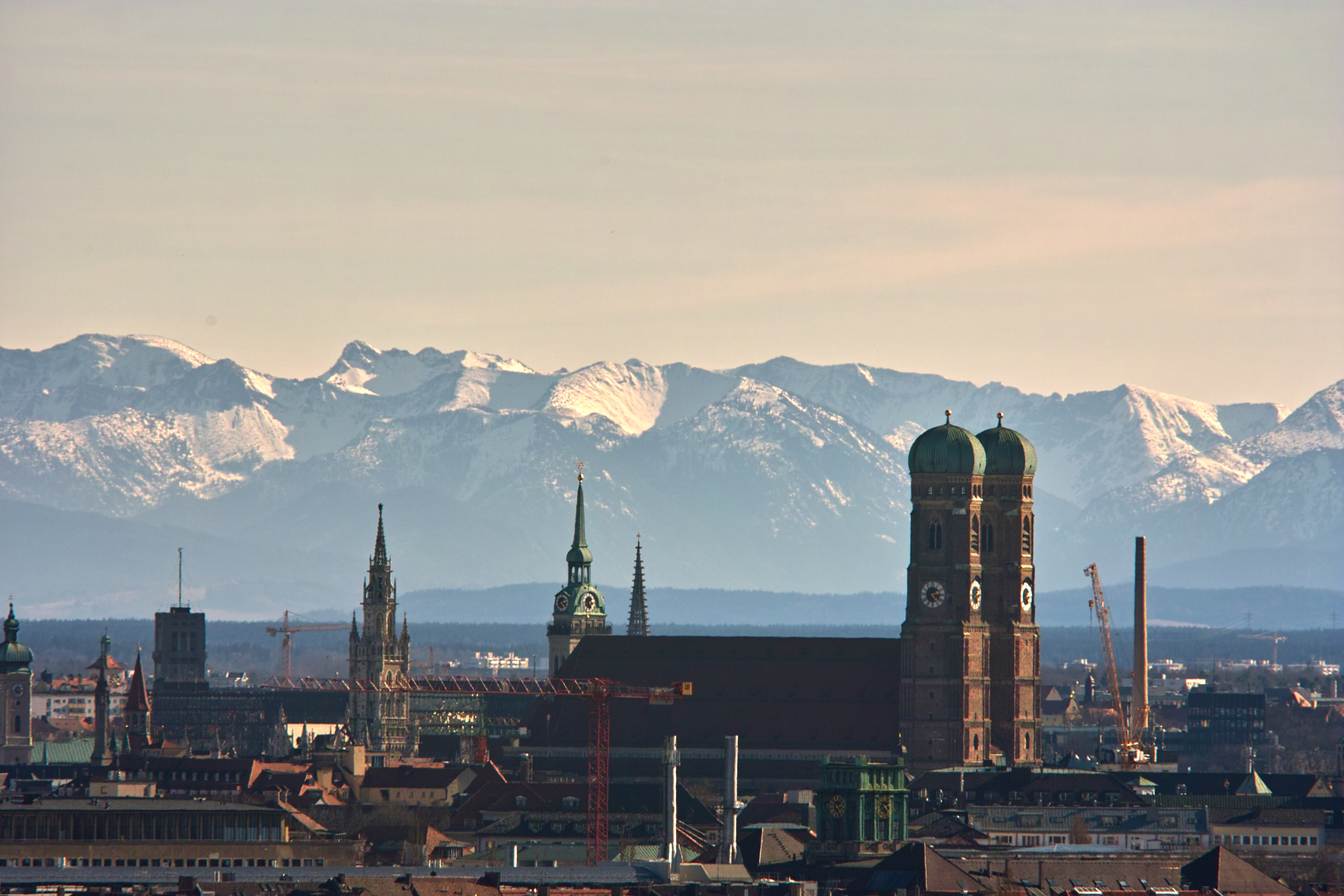
Föhnwind wirkt wie ein Vergrößerungsglas: Blick über München auf die Alpen

Auch die Windgeschwindigkeit nimmt mit zunehmender Meereshöhe zu (in den Gebirgen Mitteleuropas etwa 0,3 m/s pro 100 Meter). Besonders prägend für Gebirgsklimata sind jedoch die lokal entstehenden Winde – Berg- und Talwind-Zirkulation (warme, aufwärts wehende Talwinde; kalte, abwärts wehende Bergwinde) sowie kalte oder warme Fallwinde der globalen Luftströmungen (Beispiele: kalter Mistral, warmer Föhn) – die zu schnellen Temperaturwechseln (Abkühlung oder Erwärmung mit austrocknenden Effekten) führen.

### Höhenstufen
Der Jahres- und Tagesgang der Temperaturen sowie die Wasserversorgung beziehungsweise die Humidität oder Aridität des Gebirgsklimas bestimmen die Dauer der Vegetationsperiode für die Pflanzen, sodass die je nach Meereshöhe unterschiedlichen Bedingungen im Gebirge die Art der jeweiligen natürlichen Pflanzenformationen und -gesellschaften festlegen. Die Unterschiede können in verschiedenen Vegetationshöhenstufen beschrieben werden, die wie übereinandergestapelte Gürtel um jedes Gebirge liegen.
Hinzu kommen bis zu vier geomorphologische Höhenstufen in den vegetationsarmen oder -freien Gipfelregionen, deren physikalischen Vorgänge (Gletscher- und Schneebedeckung, Erosion, Verwitterungsprozesse, Bodenfließen u. ä.) ebenfalls vom Gebirgsklima verursacht werden und die vor allem über den Schmelzwasserabfluss auch auf tieferliegende Regionen sichtbaren Einfluss haben.

### Strahlung

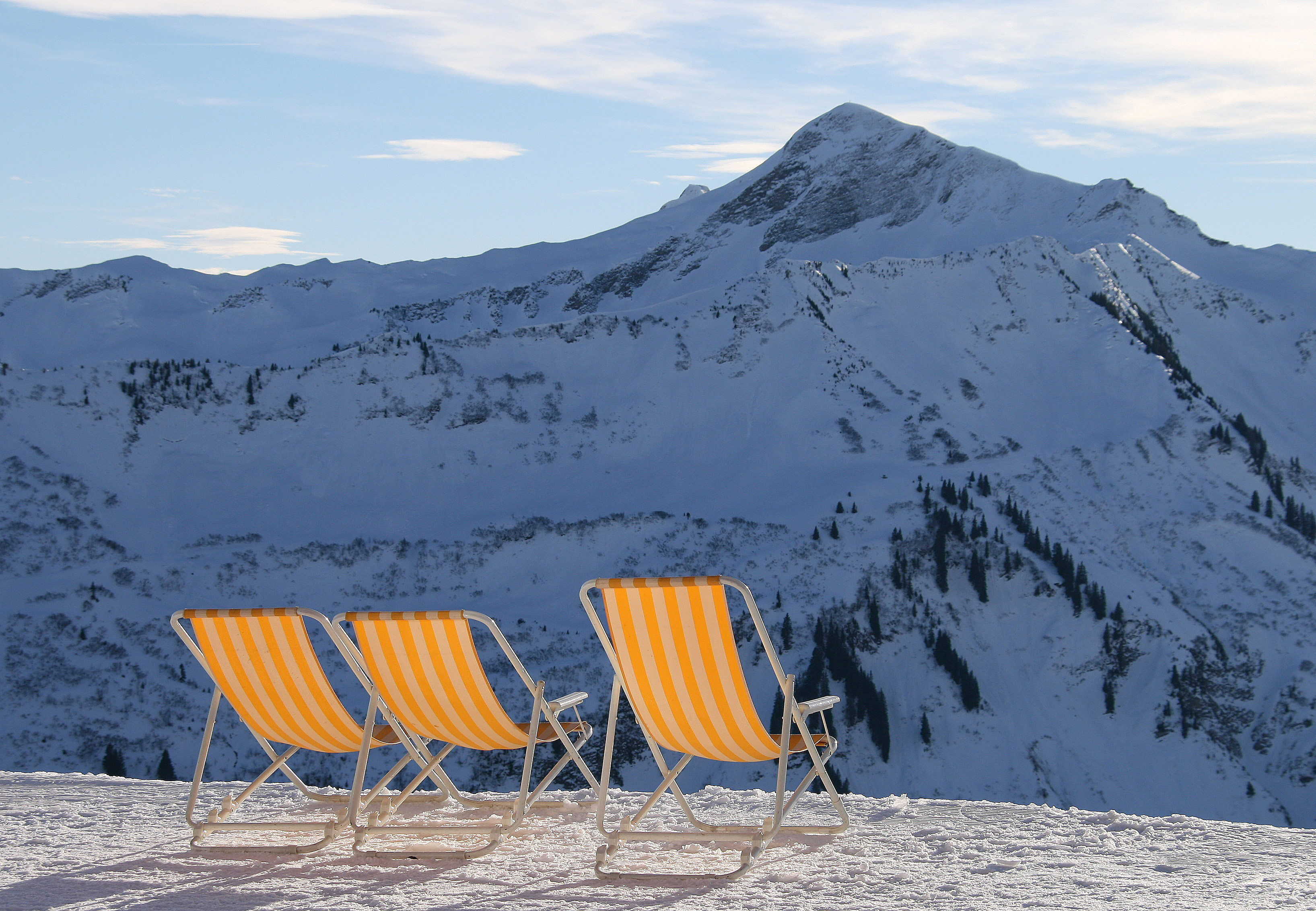
Typisch Gebirgsklima: „Dünne“, eiskalte Luft – warme Sonnenstrahlung, die selbst im Winter zum Sonnenbaden einlädt

Die Höhe eines Gebirges, die Hangneigungen und Expositionen (Einfallswinkel der Sonnenstrahlen, Sonnen- oder Schattenhänge) haben einen Einfluss auf die Intensität der direkten Sonneneinstrahlung, die höhenwärts durch abnehmende Luftdichte, Luftdruck (in 6000 m Höhe 50 % weniger als auf Meeresniveau), Lufttrübung und damit ebenfalls abnehmender Diffusstrahlungzunimmt: Dies bewirkt vor allem eine stärkere Wärmestrahlung, die auf besonnten Flächen eine deutliche Erhöhung der Bodentemperaturen (jedoch nicht der Lufttemperaturen!) mit einer stärkeren Verdunstung verursacht; sowie eine verstärkte UV-Strahlung, die zellschädigend wirkt und entsprechende Schutzmechanismen der Gebirgsflora entstehen ließ (kürzere Sprossen mit kleineren, enger stehenden Blättern, die weniger Chlorophyll enthalten, aber mehr Assimilationsgewebe, lebhafter gefärbte Blüten).

## Spezielle Bedingungen
Je nach globaler Lage eines Gebirges gelten zudem besondere Bedingungen von Gebirgsklimata:

### Tropen
Die starke Sonneneinstrahlung in den Tropen führt zu einer höheren Verdunstung als in den Außertropen. Insbesondere im Inneren der sehr hohen Gebirge Amerikas und Asiens kommt es dadurch zu lokalen Berg-Tal-Windsystemen, die den Tälern Feuchtigkeit entziehen: Die feuchte Luft steigt auf und bildet lokal stationäre Wolken, die sich nach der abendlichen Abkühlung über den Berghängen abregnen, sodass den Tälern mehr Feuchtigkeit entzogen als zugeführt wird. Außerdem herrscht über der Waldgrenze in Umkehrung zu Gebirgen der mittleren Breiten eine höhenwärts zunehmende Trockenheit. Die Höhengrenzen (Frost-, Firn-, Waldgrenze) liegen in den Tropen wieder etwas tiefer als in den Subtropen.

#### Immerfeuchte innere Tropen

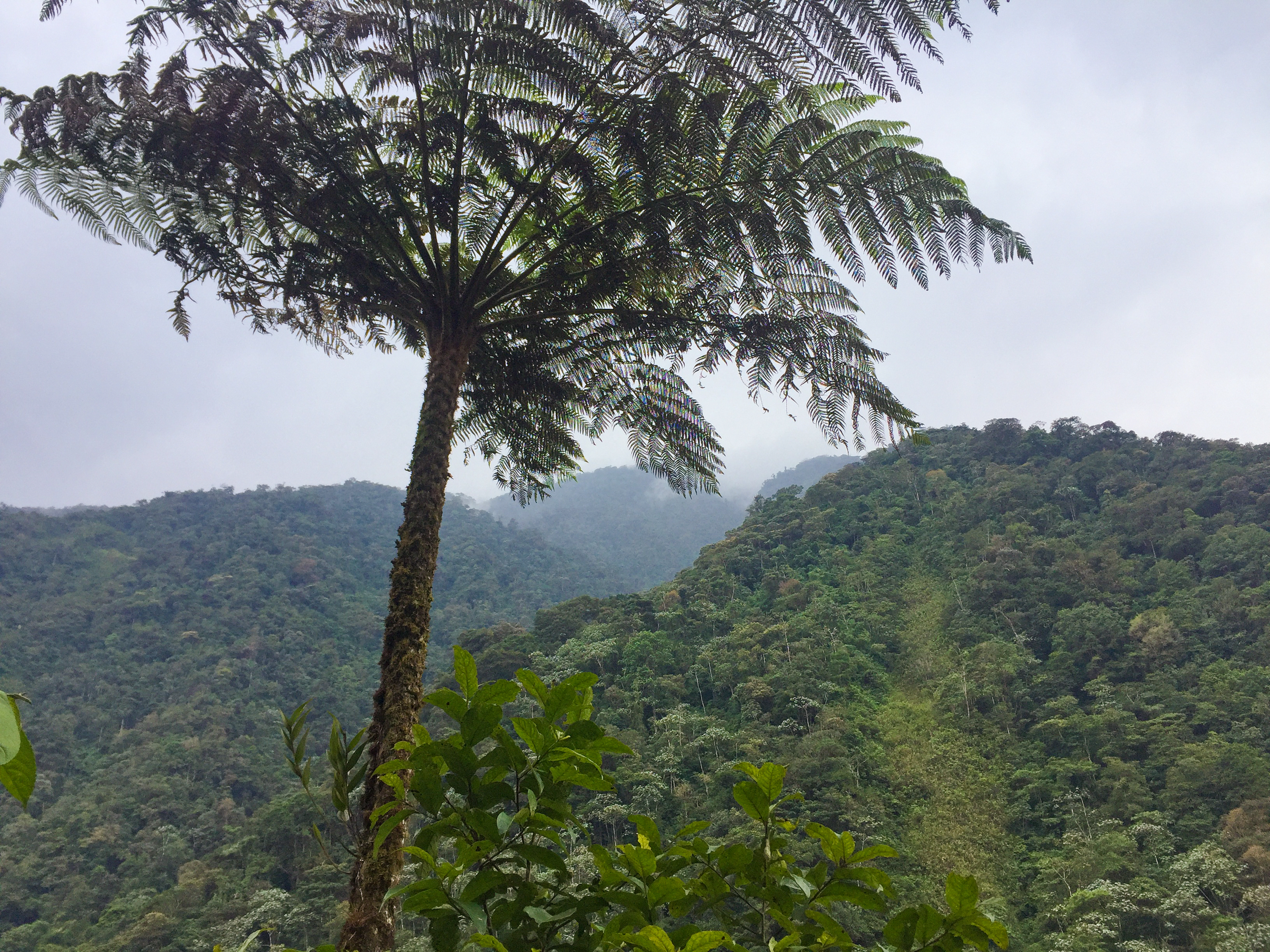
Tropischer Wolkenwald in Ecuador

Je näher ein Gebirge am Äquator liegt, desto stärker wird es von einem Tageszeitenklima geprägt: Statt eines jährlichen Wechsels von Sommer und Winter mit unterschiedlichen Tageslängen und Temperaturen herrscht der größte Temperaturunterschied zwischen den immer gleich langen, jeweils zwölfstündigen Tagen und Nächten. Je höher eine Region der immerfeuchten Tropen liegt, desto stärker sind die Tag/Nacht-Schwankungen. So sinkt etwa in den Anden Süd-Perus und Boliviens in 4000–5000 Metern Höhe die Temperatur an 330 bis 350 Nächten im Jahr unter 0 °C, während sie tagsüber im deutlich positiven Bereich liegt (Frostwechseltage).
Wie in der Ebene sind regelmäßige Tropenregenfälle typisch, die in den Bergen noch größere Niederschlagsmengen bringen. Lediglich die vorherrschenden Wind- und Niederschlagsverhältnisse haben in einigen Tropengebirgen einen Jahreszeitenrhythmus. Aufgrund der ganzjährig hohen Luftfeuchtigkeit gibt es an den Luvhängen innertropischer Gebirge zwischen 1500 und 1800 m eine untere (stärkere) Wolkenkondensationszone (Hebungskondensationsniveau durch den Stau von Luftströmungen) sowie eine zweite, auf etwa 3000 bis 3500 m Höhe liegende, schwächere Konvektionskondensationszone (durch aufsteigende Warmluft), die die Hochgebirge in zwei Wolkenschichten hüllt. Sie ermöglichen die Existenz von Wolken- und Nebelwäldern. Die Frostgrenze liegt bei rund 3000 Metern und die Schneegrenze in den Feuchttropen je nach Region bei etwa 4600–5300 Metern Höhe.
Beispiele: Ost-Anden Ecuadors, Tepuis (Guyana), Kinabalu (Borneo), Maokegebirge (Neuguinea)

### Monsungebiete der Tropen und Subtropen

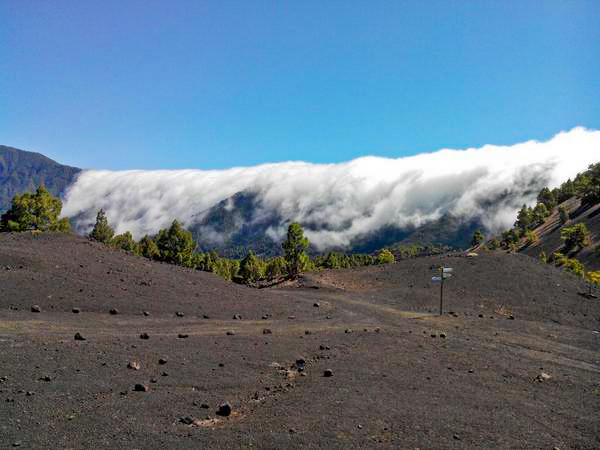
Der berühmte „Wolkenwasserfall“ von La Palma: Feuchte Luftmassen im Bergstau

Viele sehr hohe Gebirge der sommerfeuchten Tropen im Einflussbereich der Monsune weisen im Gegensatz zu den humiden Gebirgen der Mittelbreiten eine obere Grenze der höchsten Niederschlagsmengen auf, über der es bis zu den Gipfeln wieder zunehmend trockener wird. So steigt etwa die Jahresregenmenge im Süd-Himalaya bis auf 3000 m rapide bis auf etwa 6000 mm an, während auf 4000 m Höhe nur noch 1000 mm und über 5000 m weniger als 500 mm gemessen werden. Überdies bilden sich zur Zeit des Monsuns durch den Stau feuchter Luftmassen vor hohen Bergmassiven häufig Nebelwolken, die einen erheblichen Teil der Wasserversorgung der Pflanzenwelt beitragen. Dadurch können etwa montane Lorbeerwälder an Gebirgshängen gedeihen (Humides Klima), während die Ebene für Gehölze zu trocken ist (Arides Klima) (siehe auch: Hygrische Waldgrenze). Im Gegensatz zu den inneren Tropen gibt es jedoch nur eine Wolkenkondensationszone im Bereich der Berghänge (die allerdings sehr mächtig sein kann: im Himalaya etwa von 2000 bis 5000 m Höhe). Im Wind- beziehungsweise Regenschatten (Lee) rand- und subtropischer Gebirge ist es ebenfalls oftmals wesentlich trockener. Eine spärliche Vegetation kann keine Temperaturschwankungen abmildern wie etwa Wälder, sodass besonders auf Hochebenen und in Hochtälern sehr große Tag/Nach-Unterschiede vorkommen. Im Allgemeinen herrscht in Monsungebirgen eine sehr variable Niederschlagsverteilung. Die Schneegrenze liegt zwischen 4800 und 5600 Metern Höhe.
Beispiele: Cordillera de Talamanca (Costa Rica), Abessinisches Hochland (Äthiopien), Kilimandscharo (Tansania), Süd-Himalaya, Hkakabo Razi (Myanmar)

### Übrige Subtropen

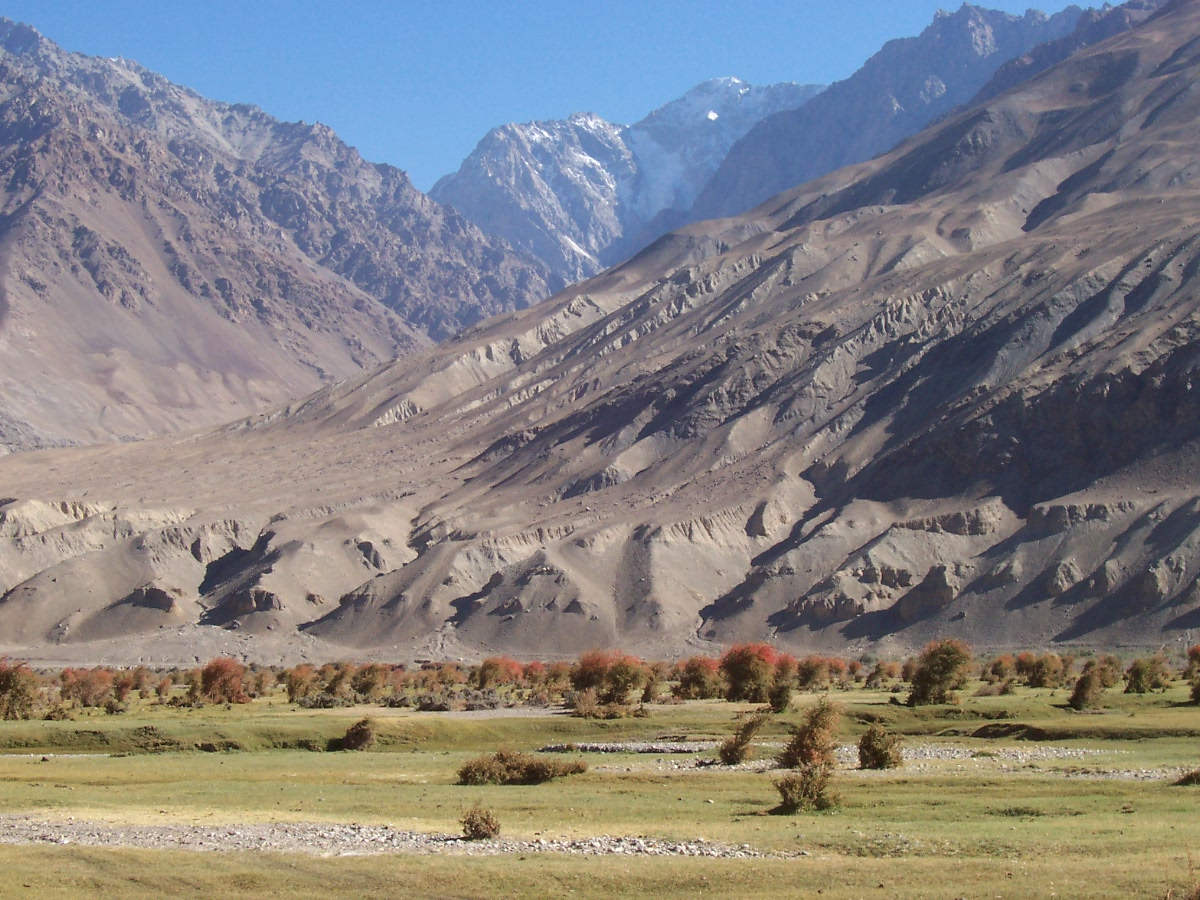
Subtropische Gebirge zeigen oft extreme Gegensätze von Klima und Vegetation zwischen Bergen und Tälern, Luv- und Leeseiten

In subtropischen Gebirgen führt die Ausrichtung der Hänge (Exposition) und die Wirkung verschatteter Lagen aufgrund der starken Sonneneinstrahlung und der ausgeprägten Temperaturunterschiede zwischen Sommer und Winter sowie Tag und Nacht zu deutlich unterscheidbaren Mikroklimaten. So spiegelt etwa die Vergletscherung eindeutig die Nord-Süd-Ausrichtung eines Gebirges wider: Zum Äquator ausgerichtete Hänge sind immer deutlich weniger vergletschert. Grundsätzlich überwiegt in den Bergen der Subtropen der hygrische Faktor (Feuchtigkeit) den thermischen (Wärme). So finden sich insbesondere in dieser Klimazone Berge mit großen Vegetationsunterschieden zwischen Nord- und Südseite.
Die große klimatische Spannbreite der Subtropen vom immerfeuchten Ostseitenklima über das saisonal feuchte Mediterranklima bis hin zum immertrockenen Wüstenklima der heißen Trockengebiete setzt sich bei den Gebirgsklimaten fort: Die Unterschiede zwischen Luv- und Leeseiten sind überall sehr ausgeprägt, wo noch ausreichend Feuchtigkeit herantransportiert wird. Einige Gebirge wirken dabei als klimatische Barrieren, die vollhumide und vollaride Klimate voneinander trennen. Doch selbst bei Gebirgen im Inneren der Wüsten gilt die Regel der gipfelwärts zunehmenden Niederschläge – wenn auch nur in sehr geringem Maß –, sodass dort Höhenstufen vorkommen, auf denen im Gegensatz zum Umland zumindest stellenweise bewachsene Bereiche zu finden sind. Die Schneegrenze liegt zwischen 3800 und 6500 Metern Höhe.
Beispiele: Sierra Madre Oriental (Mexiko), Cordillera Occidental (Bolivien), Teide (Teneriffa), Atlasgebirge (Nordafrika), Ahaggar (Algerien), Zāgros-Gebirge (Iran), Akaishi-Gebirge (Japan), Blue Mountains (Australien)

### Gemäßigte Zone

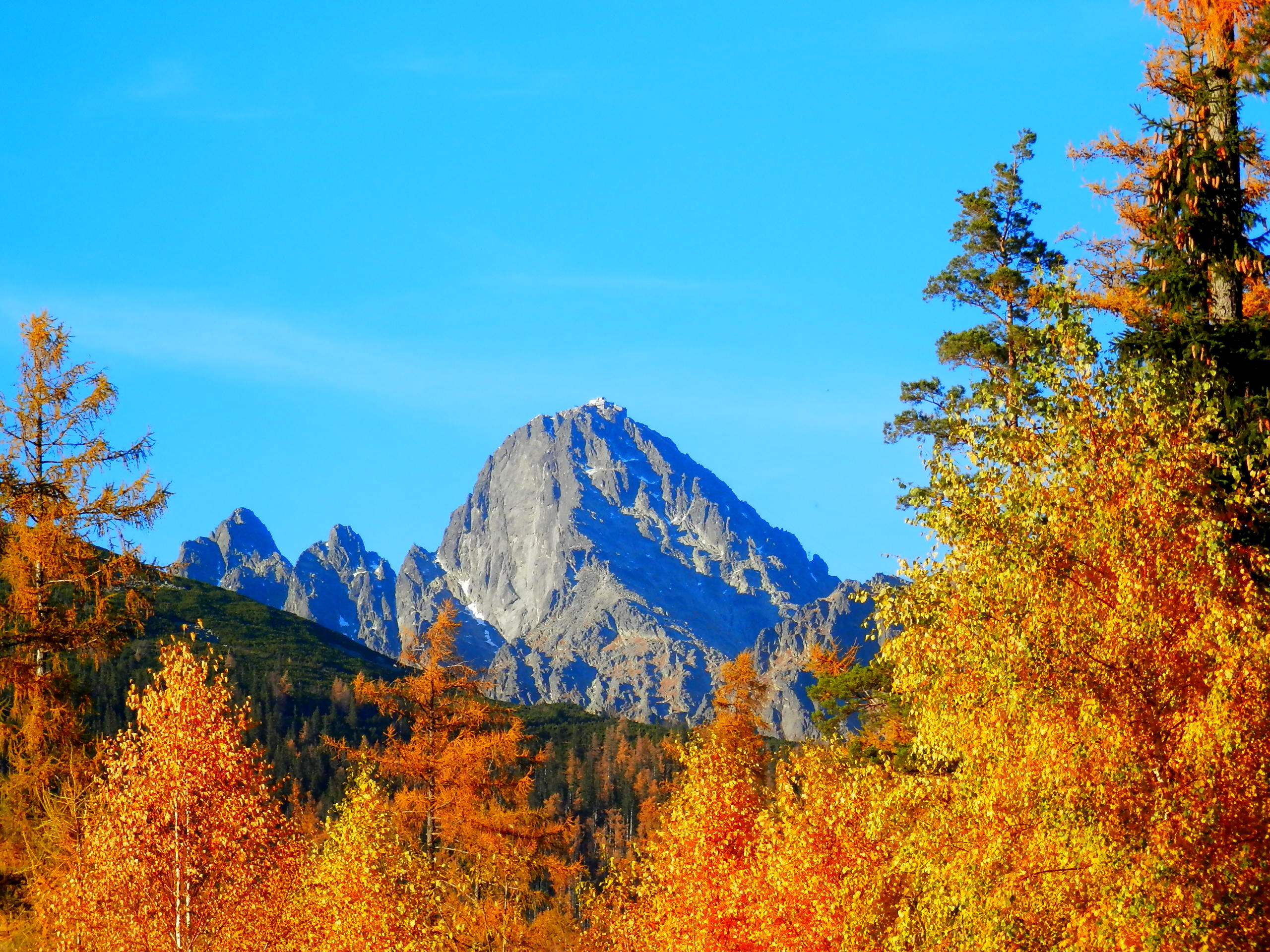
Prägend für die Gebirgsklimate der Mittelbreiten sind die Jahreszeiten: Herbstwald in der Hohen Tatra

Die klimatischen Verhältnisse der gemäßigten Gebirge sind in erster Linie vom jahreszeitlichen Wechsel geprägt; Tagesschwankungen spielen nur noch eine untergeordnete Rolle. In den gemäßigten Hochgebirgen finden sich bereits Dauerfrostböden.
In den gemäßigten Breiten liegen zudem die Westwindzonen. Die Gebirgsklimate zeigen eine ausgeprägte höhenwärtige Niederschlagszunahme, die selbst in einigen sehr ariden Regionen im Kontinentalklima vorkommt. Die Schneegrenze liegt zwischen 1600 und 3400 Metern Höhe.
Beispiele: Teton Range (USA), Appalachen (USA), Alpen (Mitteleuropa), Altai (Russland, Mongolei), Changbai-Gebirge (China), Torres del Paine (Chile), Australische Alpen, Neuseeländische Alpen

### Hohe Breiten

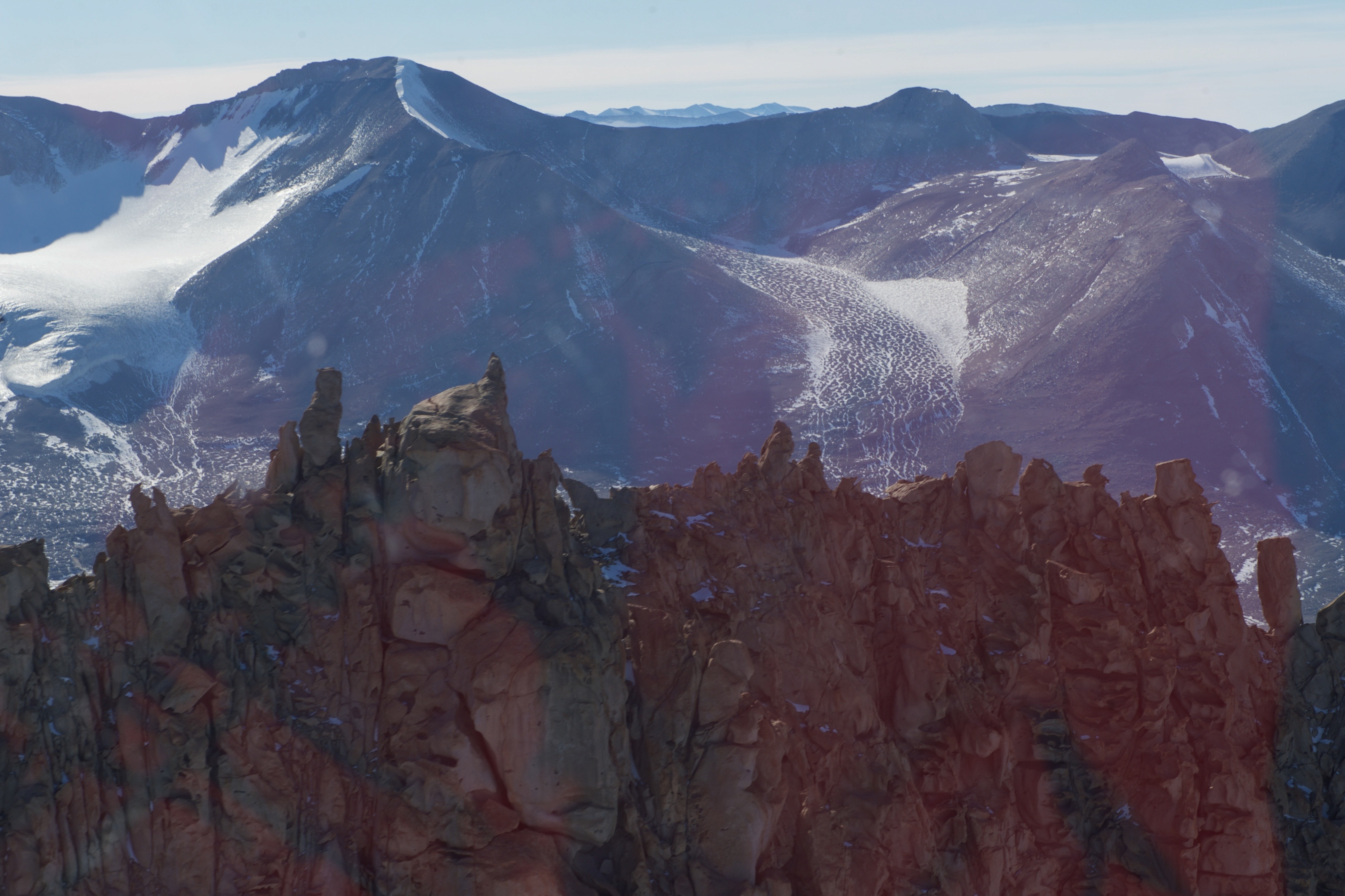
Extreme Kältewüste ohne Niederschläge findet sich in einigen antarktischen Gebirgen

Die Gebirge im Bereich der Polarzonen weisen durch den ganzjährig flachen Sonnenstand beziehungsweise durch die Phänomene von Polartag (Sommer) und Polarnacht (Winter) keine oder nur geringe Expositionsunterschiede auf, sodass keine ausgeprägten Kleinklimate durch verschattete Täler oder besonnte Hänge entstehen können. Ebenfalls gibt es fast keine Unterschiede mehr zwischen Tag und Nacht, umso größere jedoch zwischen Sommer und Winter.
In Nordgrönland und in der Antarktis liegen Gebirgszüge in Landschaften, die selbst auf Meeresspiegelhöhe im Sommer vereist sind. Aufgrund von Inversionswetterlagen ändert sich die Durchschnittstemperatur mit der Höhe sowohl im Winter als auch im Sommer kaum. Im Landesinneren ist es generell deutlich kälter als in Meeresnähe. Eine Besonderheit in den antarktischen Gebirgen bilden Trockentäler, die aufgrund der Bergketten überhaupt keinen Niederschlag erhalten. Sie sind oft noch trockener als die Sahara. Hier liegt überhaupt kein Schnee, obwohl die Temperatur auch im Sommer fast nie über −10 °C steigt. Die Schneegrenze liegt zwischen 0 und 600 Metern Höhe.
Beispiele: Arktische Kordillere (Kanada), Newtontoppen (Spitzbergen), Vinson-Massiv (West-Antarktika)